# Giacomo Lercaro
Giacomo Lercaro (Quinto al Mare, 28 ottobre 1891 – Ponticella, 18 ottobre 1976) è stato un cardinale italiano, arcivescovo di Bologna dal 1952 al 1968.

## Biografia
Giacomo Lercaro, penultimo di nove figli, nacque il 28 ottobre 1891 a Quinto al Mare, oggi quartiere del Comune di Genova, da una famiglia di modeste condizioni. Il padre Giuseppe era marinaio, mentre la madre Aurelia Picasso, visse col figlio a Bologna fino alla sua morte all'età di 102 anni nel maggio 1954. Oltre a lui, due suoi fratelli, Amedeo e Attilio, divennero sacerdoti.

### Formazione e ministero sacerdotale

Il cardinale Lercaro nel 1958.

La sua entrata nel seminario diocesano avvenne all'inizio dell'anno scolastico 1902-1903. Le persone che maggiormente influirono sulla formazione del ragazzo, soprattutto sul suo indirizzo spirituale, furono don Giuseppe Calcagno, mons. Giacomo Moglia e l'abate Mario Righetti, tutti eminenti liturgisti.
Venne ordinato sacerdote il 25 luglio 1914.
Durante la prima guerra mondiale giunse per lui l'ora della chiamata alle armi. Destinato al servizio di sanità, fu inviato in un ospedale da campo, vicino a Genova, avendo egli premura, nei momenti liberi, di tenere i contatti col seminario. Successivamente venne trasferito prima in provincia di Vicenza e quindi in provincia di Verona.
Chiusa la parentesi 1915-18, ebbe inizio per don Lercaro un fecondo impegnato periodo. La sua testimonianza sacerdotale si qualificò fin dall'inizio con l'apostolato del mare di cui fu il primo cappellano in Italia. Gli rimase tuttavia il tempo per prendere contatto coi sobborghi più abbandonati di Genova, assistendo segretamente e istruendo una categoria allora denominata dei «reclusi vivi». Si trattava di lebbrosi accolti nel Lazzaretto di Genova.
Giovane sacerdote fu assegnato quale docente di Sacra Scrittura nel Seminario Maggiore di Genova. Negli anni 1926 e 1927 assunse la cattedra di filosofia dell'Istituto «Vittorino da Feltre» e dal 1927 al 1937 divenne apprezzato insegnante di religione al Liceo statale «C. Colombo». Nel 1937, Lercaro fu nominato dal Cardinale Minoretti prevosto della Collegiata di S. Maria Immacolata. Si trattava di una parrocchia di 15.000 anime, situata nel centro di Genova di cui ebbe la guida per un decennio, impegnandosi in un ministero svolto in tempi alquanto duri - dal 1937 al 1947 - ivi compresi gli anni dell'ultimo conflitto.

### Ministero episcopale e cardinalato

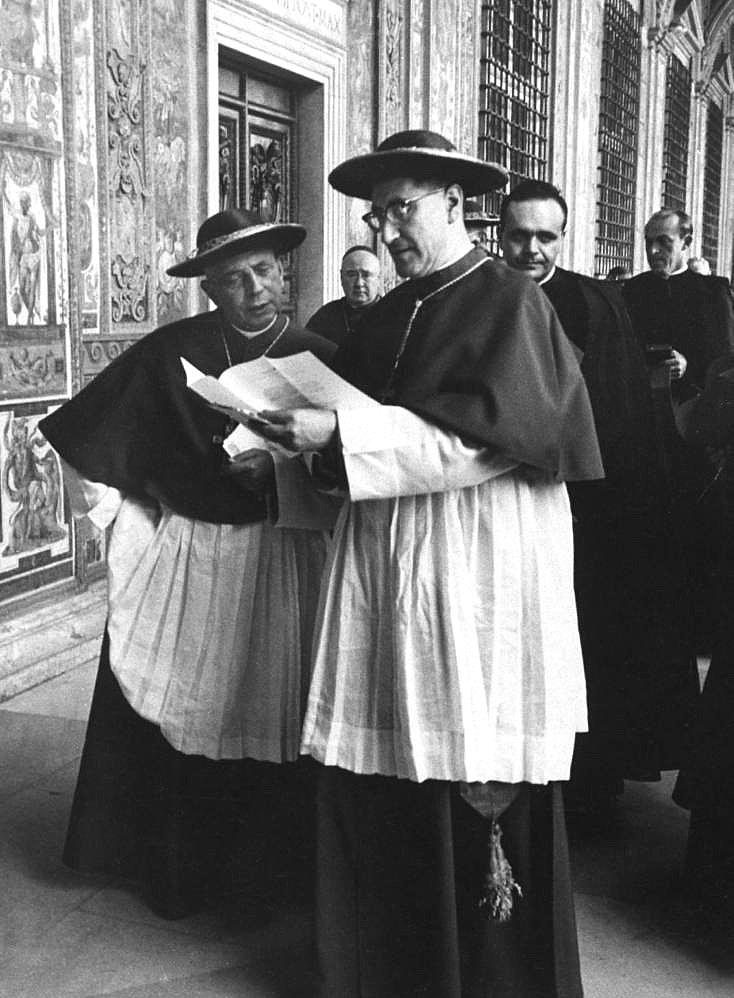
I cardinali Giacomo Lercaro (a sinistra) e Giuseppe Siri (a destra) nel 1958.

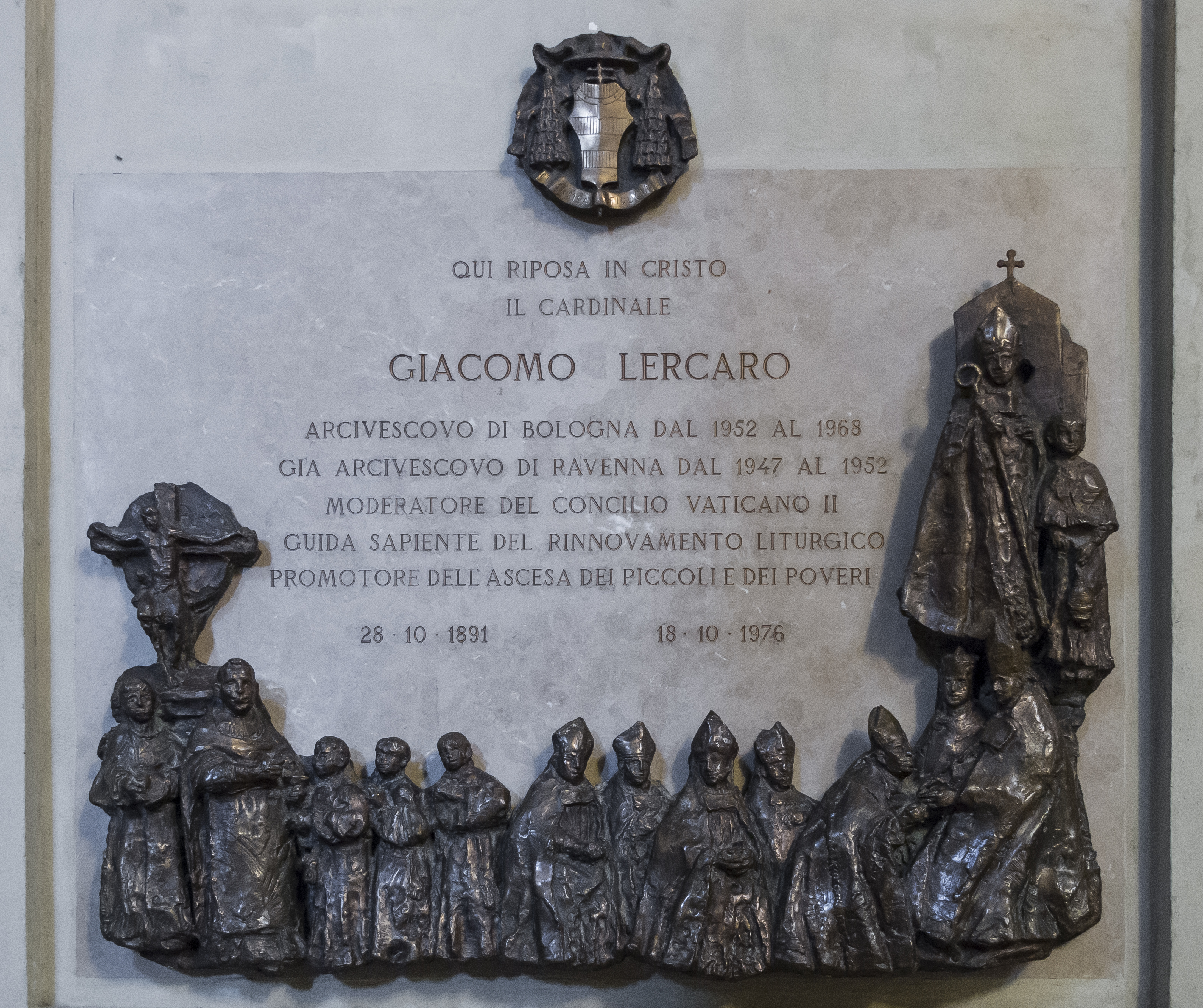
Pietra tombale di Giacomo Lercaro nella Cattedrale di San Pietro a Bologna

Il 19 marzo 1947 venne consacrato vescovo da monsignor Giuseppe Siri, arcivescovo di Genova e già suo alunno in seminario, e il successivo 27 aprile fece il suo ingresso solenne nell'arcidiocesi di Ravenna.
Nel 1948 fonda una comunità di studio e preghiera aperta agli studenti universitari, che ospiterà nel Palazzo Arcivescovile di Bologna dopo la sua creazione cardinalizia.
Il 19 aprile 1952 venne trasferito alla sede di Bologna dove entrò ufficialmente il 22 giugno. Il 12 gennaio 1953 Pio XII lo creò cardinale con il titolo di Santa Maria in Traspontina.
Nell'ottobre del 1958 partecipò al conclave in cui venne eletto papa Giovanni XXIII. Dal 1962 partecipò ai lavori del Concilio Ecumenico Vaticano II. Nel giugno 1963 prese parte al conclave che portò all'elezione di papa Paolo VI. Nei primi due scrutini, come candidato dell'ala progressista di rincalzo alla candidatura Montini, ottenne una ventina di voti che, al terzo scrutinio, confluirono su Montini, che fu eletto al sesto scrutinio.
Durante tutta la vita il cardinale Lercaro esplorò il rapporto tra l’architettura e la comunità, dando alle stampe ben tre saggi sul tema, Il più importante dei quali, edito nel 1958, mette in risalto la nuova tendenza architettonica delle chiese che, ricercando la povertà anche nell’immagine, si avvicinavano al  Brutalismo  . Servendosi dei progetti di un giovane sacerdote e ingegnere bolognese, don Giancarlo Cevenini, promosse e finanziò la costruzione di molte chiese in stile brutalista, in cui la povertà dell’arredo, l'uso del cemento, dell’acciaio e del vetro, e le linee spoglie, diedero il via ad una autentica corrente architettonica chiamata “Lercarianesimo”. Una delle più importanti realizzazioni di questo stile è la parrocchia di San Severino a Bologna. 
Il 21 agosto dello stesso anno venne nominato membro della commissione per il coordinamento dei lavori del Concilio e il successivo 15 settembre diventò uno dei quattro moderatori del Concilio stesso. Dal 1964 al 1967 presiedette il Consilium ad exsequendam Constitutionem de Sacra Liturgia e dal 1965 fu membro della commissione postconciliare per l'interpretazione dei testi del Concilio. Nei mesi di settembre e ottobre del 1967 partecipò al I Sinodo dei vescovi. Il 1º gennaio 1968, prima giornata mondiale della pace, a Bologna, il cardinale pronunciò un'omelia, predisposta dal suo collaboratore ed ex-parlamentare Giuseppe Dossetti ma da lui senz'altro condivisa, nella quale condannò con decisione i bombardamenti sul Vietnam. Amico del massone e piduista Umberto Ortolani, che a Bologna era cresciuto economicamente e politicamente, fu uno dei primi membri della gerarchia cattolica ad instaurare un dialogo con i comunisti.

### Dimissioni e ultimi anni
Il 12 febbraio 1968 Lercaro lasciò improvvisamente la sede arcivescovile di Bologna. Si dimise, ufficialmente per motivi di salute, pronunciando queste parole: «Il Papa mi ha detto vieni ed io sono venuto. Il Papa mi dice va' ed io vado». In realtà, con tale frase, Lercaro ammise che era stato proprio il pontefice Paolo VI a chiedergli di rinunciare all'incarico, a seguito di una frattura interna alla curia romana e delle visioni differenti in merito alla guerra del Vietnam, tanto che si parlò di "cardinale destituito".
Dal 18 al 25 agosto 1968 era stato legato pontificio al XXXIX Congresso eucaristico internazionale di Bogotà. In seguito si trasferisce, insieme agli studenti universitari della sua comunità di preghiera, presso Villa San Giacomo, da lui fatta costruire due anni prima a Ponticella, frazione collinare di San Lazzaro di Savena.
Negli anni Settanta condusse la rubrica radiofonica Ascolta, si fa sera, in cui egli leggeva passi del Vangelo senza aggiungere alcun commento. Fu ricordato anche tramite un suo ritratto dipinto dal pittore Cesarino Vincenzi.
Morì il 18 ottobre 1976 nella sua residenza di Villa San Giacomo e, come gran parte dei suoi predecessori, le sue spoglie vennero tumulate nella Cattedrale metropolitana di San Pietro.

## Il vescovo
Nei giorni della morte, la stampa cattolica fu unanime nel riferire che con Lercaro era scomparsa una delle figure «più significative ed emblematiche della vita della Chiesa.

## Il padre conciliare
Al Concilio iniziò come semplice membro della commissione sulla liturgia, poi dalla seconda sessione alla fine, espletando il ruolo assunto con gli altri “delegati seu moderatores” nel Concilio stesso.
Per chiarire il pensiero del Card. Lercaro sul Concilio giova ricordare un suo discorso rivolto ai sacerdoti bolognesi partecipanti al Piccolo Sinodo diocesano del 1963: “Il Concilio ha messo in contatto fra loro, come mai era finora accaduto nel passato, i Vescovi di tutto il mondo; grazie a questo contatto nell'anima, nella mente, nello spirito di ciascun Padre si matura un significato più qualificante, più organico e dinamico nella cattolicità della Chiesa… Ora essa appare come meravigliosa capacità evangelica, assumendo e fermentando ogni realtà buona; permeando del suo spirito ogni civiltà esprimentesi in ogni lingua, penetrante ogni forma mentis”.
Lercaro spinse i lavori delle commissioni che preparavano i libri liturgici, e si spese nell'indicare - sempre richiamando prudenza e gradualità di attuazione - i mezzi e i modi concreti di applicazione dei principi proposti dal Vaticano II.

## Opere
- Giacomo Lercaro (a cura di) – Il criterio di Giacomo Balmes - Editrice SEI, Torino - 1930 - pp. 427
- Giacomo Lercaro – La lettera cattolica di San Giacomo - Editrice Morcelliana, Brescia - 1931 - pp. 225
- Giacomo Lercaro - Metodi di orazione mentale – Editrice Bevilacqua & Solari (ora Massimo), Genova - 1948 - pp. 367. Riedizione: Editrice Massimo, Milano, 1969
- (EN)  The Newman Press, Westminster, Maryland, 1957, pp. 308, edizione americana
- (EN)  Burns & Oates, London, 1957, pp. 308, dizione inglese
- (FR)  Xavier Mappus, Le Puy, 1958, pp. 366, edizione francese
- (DE)  Herder, Freiburg, 1959, pp. 384, edizione tedesca
- Giacomo Lercaro – Piccolo dizionario liturgico – Editrice Bevilacqua & Solari (ora Massimo), Genova - 1950 - pp. 330
- (EN)  The Liturgical press, Collegeville, Minnesota, 1959, pp. 248, edizione americana
- (EN)  Burns & Oates, London, 1959, pp. 248, edizione inglese
- Giacomo Lercaro – Mons. Giacomo Moglia – Apostolato Liturgico, Genova - 1953 - pp. 109
- Giacomo Lercaro – Spunti di attualità sui Vangeli domenicali – Istituto Padano di Arti Grafiche, Rovigo - 1953 - pp. 296
- Giacomo Lercaro - A Messa figlioli - U.T.O.A., Bologna - 1955 - pp. 217 – seconda edizione 1956 – terza edizione 1957
- (SL)  ciclostilato, Lubiana, 1957, pp. 120
- (PT)  Editorial Spes, Portalegre, 1958, pp. 140+33
- Giacomo Lercaro – Il giorno del sole. Catechesi liturgica sulla Santa Messa - U.T.O.A., Bologna - 1955 - pp. 87 – ristampa anastatica a cura della Fondazione Cardinale Giacomo Lercaro, 2005. Edizione portoghese: Edições Paulinas, São Paulo, 1963, pp. 109
- Giacomo Lercaro (contiene anche testo di Giuseppe Togni) – La funzione etica del dirigente di azienda – C.I.D.A., Roma - 1955 - pp. 40 – seconda edizione Fondazione Cardinale Giacomo Lercaro, Bologna - 1992 - pp. 52 – terza edizione Fondazione Cardinale Giacomo Lercaro, Bologna - 2000 - pp. 46
- Giacomo Lercaro – I giorni dell'amarezza. Commento storico-liturgico e note pastorali al nuovo ordine della Settimana Santa - U.T.O.A., Bologna - 1956 - pp. 149 – seconda edizione 1956 – terza edizione 1957
- Giacomo Lercaro – Pasqua ebdomadaria – Istituto Padano di Arti Grafiche, Rovigo - 1956 - pp. 116
- Giacomo Lercaro – "Posizione attuale dell'architetto di fronte al tema sacro" - Chiesa e Quartiere n.1 - U.T.O.A., Bologna - marzo 1957; 25-31
- Giacomo Lercaro – "Lezione del Cardinale Giacomo Lercaro a Torino" - Chiesa e Quartiere n.5 - U.T.O.A., Bologna - marzo 1958; 23-24
- Giacomo Lercaro – "Chiesa e quartiere" - Chiesa e Quartiere n.5 - U.T.O.A., Bologna - marzo 1958; 25-34
- Giacomo Lercaro – "L'artista e la chiesa" - Chiesa e Quartiere n.7 - U.T.O.A., Bologna - settembre 1958; 35
- Giacomo Lercaro – "Architettura e liturgia" - Chiesa e Quartiere n.8 - U.T.O.A., Bologna - dicembre 1958; 33-37
- Giacomo Lercaro – "Editoriale" - Chiesa e Quartiere n.9-10 - U.T.O.A., Bologna - marzo-giugno 1959; 12
- Giacomo Lercaro – "Università di Notre Dame, Indiana, Stati Uniti: Discorso agli architetti" - Chiesa e Quartiere n.11 - U.T.O.A., Bologna - settembre 1959; 27-34
- Giacomo Lercaro – Generazione che sale – Editrice La Scuola, Brescia - 1959 - pp. 200
- Giacomo Lercaro – "Rapporto su Bologna-chiese" e "Bologna e il suo sviluppo storico" - Chiesa e Quartiere n.19 - U.T.O.A., Bologna - settembre 1961; 11-37
- Giacomo Lercaro – Il mistero pasquale - U.T.O.A., Bologna - 1961 - pp. 23
- Giacomo Lercaro – "Domus Dei" - Chiesa e Quartiere n.21 - U.T.O.A., Bologna - marzo 1962; 5-10
- Giacomo Lercaro – Che cosa è l'Opera Madonna della Fiducia – Opera Diocesana Madonna della Fiducia, Bologna - 1962 - pp. 32
- Giacomo Lercaro – "Editoriale: Il mistero della Chiesa" - Chiesa e Quartiere n.26 - U.T.O.A., Bologna - giugno 1963; 2-4
- Giacomo Lercaro – "Editoriale: Nel linguaggio dei vivi la lode del Dio vivente" - Chiesa e Quartiere n.28 - U.T.O.A., Bologna - dicembre 1963; 2-4
- Giacomo Lercaro – Sociologia religiosa e azione pastorale - U.T.O.A., Bologna - 1963 - pp. 37
- Giacomo Lercaro - Cristianesimo e mondo contemporaneo - Herder, Roma - 1964 - pp. 352
- Giacomo Lercaro – Discorsi ai giovani operai – AVE, Roma - 1964 - pp. 76
- Giacomo Lercaro – L'apostolato dei tempi nuovi – AVE, Roma - 1964 - pp. 118. Edizione spagnola: Ediciones Paulinas, Bogotà, 1966, pp. 90
- Giacomo Lercaro – La liturgia cristianización del mundo – Ediciones Sígueme, Salamanca - 1964 - pp. 36
- Giacomo Lercaro (contiene anche testo di Giuseppe Lazzati) – De Ecclesia Christi – Lezioni alla Scuola Superiore di *Formazione Sociale – ISAB, Bologna - 1964 - pp. 88
- Giacomo Lercaro – Principi e norme dell'Opera Madonna della Fiducia – Opera Diocesana Madonna della Fiducia, Bologna - 1964 - pp. 52
- Giacomo Lercaro – "Tradizione Modernità Cultura" - Chiesa e Quartiere n.33 - U.T.O.A., Bologna - marzo 1965; 6-7
- Giacomo Lercaro – "Cristianesimo e vita comunitaria" - Chiesa e Quartiere n.35 - U.T.O.A., Bologna - settembre 1965; 8-9
- Giacomo Lercaro - Liturgia viva per gli uomini vivi - Herder, Roma - 1965 - pp. 436
- Giacomo Lercaro – Ecumenismo: dialogo tra chiese sorelle – AVE, Roma - 1965 - pp. 101
- Giacomo Lercaro – Apostoli dei tempi nuovi: nelle parole del Card. Lercaro e di mons. Ancel – ONARMO, Bologna - 1965 - pp. 69
- Giacomo Lercaro (contiene anche testo di Gabriele De Rosa) – Giovanni XXIII: linee per una ricerca storica – Edizioni di Storia e Letteratura, Roma - 1965 - pp. 127. Edizione inglese: John XXIII: Simpleton or Saint? – Geoffrey Chapman, London – 1967 – pp. 120
- Giacomo Lercaro – "Il pane e la casa" - Chiesa e Quartiere n.39 - U.T.O.A., Bologna - settembre 1966; IV
- Giacomo Lercaro – La Chiesa e il mondo dopo il Vaticano II – Favero Editore, Vicenza - 1966 - pp. 63
- Giacomo Lercaro – Il Sacro Cuore e il rinnovamento liturgico – Favero Editore, Vicenza - 1966 - pp. 59
- Giacomo Lercaro – La Carità alla luce della dottrina conciliare – Favero Editore, Vicenza - 1966 - pp. 43
- Giacomo Lercaro – "L'uomo e la Comunità" - Chiesa e Quartiere n.43 - U.T.O.A., Bologna - settembre 1967; VIII
- Giacomo Lercaro – La Chiesa e la pace – Favero Editore, Vicenza - 1967 - pp. 58
- Giacomo Lercaro – L'Eucaristia nelle nostre mani. Liturgia e catechesi – Edizioni Dehoniane, Bologna - 1968 - pp. 332 – seconda edizione riveduta da Mons. Enzo Lodi – Edizioni Dehoniane, Bologna, 1996 – pp. 248. Edizione portoghese: Edições Paulinas, São Paulo – 1970 – pp. 158
- Giacomo Lercaro – "La chiesa nella città di domani" - Chiesa e Quartiere n.45 - U.T.O.A., Bologna - marzo 1968; 5-9
- Giacomo Lercaro – Missione a Bogotà – Edizioni Dehoniane, Bologna - 1968 - pp. 139
- Giacomo Lercaro – La Chiesa nella città di domani – Edizioni Dehoniane, Bologna - 1968 - pp. 72
- Giacomo Lercaro – Cristo nostra Pasqua – Centro di Azione Liturgica, Roma - 1969 - pp. 88
- Giacomo Lercaro – Don Primo Mazzolari e Padre Pio da Pietrelcina – Edizioni La Locusta, Vicenza - 1969 - pp. 58
- Giacomo Lercaro – Padre Pio da Pietrelcina : commemorazione - Éditions du Coeur Fidèle, Roma - 1969 – pp. 34
- Giacomo Lercaro - Il pane e il calice - La Messa e la religiosa - Edizioni Dehoniane, Bo - 1970 - pp. 253. Edizione spagnola: La religiosa y la Misa – Ediciones Paulinas, Madrid – 1970 – pp. 213
- Giacomo Lercaro – Il banchetto dei fratelli – Edizioni Paoline, Alba - 1970 - pp. 147
- Giacomo Lercaro – Colloqui sulla Messa – Fondazione Cardinale Giacomo Lercaro, Bologna - 1974 - pp. 85 – seconda edizione Centro Editoriale Dehoniano, Bologna – 1986
- Giacomo Lercaro – La nostra Messa – Edizioni Apes, Roma - 1974 - pp. 119
- Giacomo Lercaro – Il dono della longevità – Opera Diocesana Madonna della Fiducia, Bologna - 1974 - pp. 20
- Giacomo Lercaro – Omelia in occasione del suo 80º compleanno (4/10/1971) – Fondazione Cardinale Giacomo Lercaro, Bologna - 1976 - pp. 12
- Giacomo Lercaro – Il padre ci parla ancora – Fondazione Cardinale Giacomo Lercaro, Bologna - 1977 - pp. 20
- Giacomo Lercaro – Il Cristianesimo e il dialogo fra le culture – Edizioni Dehoniane, Bologna - 1978 - pp. 48
- Giacomo Lercaro – Saluto d'ingresso nella Chiesa di Dio pellegrina in Bologna (22/6/1952) – Fondazione Cardinale Giacomo Lercaro, Bologna - 1979 - pp. 12
- Giacomo Lercaro (a cura e con introduzione di Giuseppe Battelli) - Lettere dal Concilio - Edizioni Dehoniane, Bologna - 1980 - pp. 431
- Giacomo Lercaro – La Messa centro e anima della spiritualità familiare – Fondazione Cardinale Giacomo Lercaro, Bologna - 1980 - pp. 26
- Giacomo Lercaro – La Chiesa comunione – Fondazione Cardinale Giacomo Lercaro, Bologna - 1981 - pp. 34
- Giacomo Lercaro – Il Concilio Ecumenico alla soglia dei tempi nuovi – Fondazione Cardinale Giacomo Lercaro, Bologna - 1982 - pp. 40
- Giacomo Lercaro – Implicazioni sociali della dottrina eucaristica – Fondazione Cardinale Giacomo Lercaro, Bologna - 1983 - pp. 42
- Giacomo Lercaro (a cura dell'Istituto per le Scienze Religiose) - Per la forza dello spirito. Discorsi conciliari del card. Giacomo Lercaro - Edizioni Dehoniane, Bologna - 1984 - pp. 353
- Giacomo Lercaro – La consacrazione dell'Italia al Cuore Immacolato di Maria – Fondazione Cardinale Giacomo Lercaro, Bologna - 1984 - pp. 36
- Giacomo Lercaro – Panoramica sul Concilio Vaticano II – Fondazione Cardinale Giacomo Lercaro, Bologna - 1985 - pp. 39
- Giacomo Lercaro – Quattro discorsi sulla pace – in rivista trimestrale centro editoriale San Lorenzo, Reggio Emilia – nº 3 1987 - pp. 66, Il volume contiene una Nota editoriale di Giuseppe Dossetti, riedita nel volume Discorsi sulla pace – Edizioni San Lorenzo, Reggio Emilia – 1991 – pp. 11–26
- Giacomo Lercaro (a cura di Mons. Arnaldo Fraccaroli) – Omelie per le sacre ordinazioni sacerdotali – Fondazione Cardinale *Giacomo Lercaro, Bologna - 1987 - pp. 62
- Giacomo Lercaro – Il laico teologo – Fondazione Cardinale Giacomo Lercaro, Bologna - 1987 - pp. 39
- Giacomo Lercaro – Ricordando Papa Giovanni – Fondazione Cardinale Giacomo Lercaro, Bologna - 1988 - pp. 40
- Giacomo Lercaro – La liturgia come mezzo di rinnovamento della Chiesa. Considerazioni di un pastore sul tempo che seguirà il concilio – Fondazione Cardinale Giacomo Lercaro, Bologna - 1989 - pp. 36
- Giacomo Lercaro – Spiritualità di un sacramento – Fondazione Cardinale Giacomo Lercaro, Bologna - 1990 - pp. 38
- Giacomo Lercaro - Discorsi sulla pace - Edizioni S. Lorenzo - 1991 - pp. 97
- Giacomo Lercaro – Il Vangelo in Comune – Fondazione Cardinale Giacomo Lercaro, Bologna - 1991 - pp. 32
- Giacomo Lercaro – La vostra casa sia bella – Centro G. P. Dore, Bologna – 1991 – pp. 51
- Giacomo Lercaro (a cura di Suor Maria Ignazia Danieli) - Omelie Domestiche - Tempo di Avvento e Natale Edizioni Dehoniane, Bologna - 1992 - pp. 230
- Giacomo Lercaro (a cura di Suor Maria Ignazia Danieli) - Omelie Domestiche - Tempo di Quaresima - Edizioni Dehoniane, Bologna - 1993 - pp. 208
- Giacomo Lercaro (a cura di Suor Maria Ignazia Danieli) - Omelie Domestiche - Tempo di Pasqua - Edizioni Dehoniane, Bologna - 1993 - pp. 199
- Giacomo Lercaro (a cura di Suor Maria Ignazia Danieli) - Omelie Domestiche - Tempo Ordinario /1 - Edizioni Dehoniane, Bologna - 1993 - pp. 260
- Giacomo Lercaro (a cura di Suor Maria Ignazia Danieli) - Omelie Domestiche - Tempo Ordinario /2 - Edizioni Dehoniane, Bologna - 1993 - pp. 278
- Giacomo Lercaro (a cura di Suor Maria Ignazia Danieli) – Solennità e feste varie - Edizioni Dehoniane, Bologna - 1995 - pp. 343
- Giacomo Lercaro - La Chiesa nella città - Edizioni San Paolo, Cinisello Balsamo - 1996 - pp. 166
- Giacomo Lercaro – Vi ho chiamato figli – foglietti di meditazione - Edizioni San Paolo, Cinisello Balsamo – 2001 – pp. 1483
- Giacomo Lercaro – Figli per diventare padri - Minerva Edizioni, Bologna – 2002 – pp. 142

## Genealogia episcopale e successione apostolica
La genealogia episcopale è:
- Cardinale Scipione Rebiba
- Cardinale Giulio Antonio Santori
- Cardinale Girolamo Bernerio, O.P.
- Arcivescovo Galeazzo Sanvitale
- Cardinale Ludovico Ludovisi
- Cardinale Luigi Caetani
- Cardinale Ulderico Carpegna
- Cardinale Paluzzo Paluzzi Altieri degli Albertoni
- Papa Benedetto XIII
- Papa Benedetto XIV
- Papa Clemente XIII
- Cardinale Bernardino Giraud
- Cardinale Alessandro Mattei
- Cardinale Pietro Francesco Galleffi
- Cardinale Giacomo Filippo Fransoni
- Cardinale Carlo Sacconi
- Cardinale Edward Henry Howard
- Cardinale Mariano Rampolla del Tindaro
- Cardinale Gennaro Granito Pignatelli di Belmonte
- Cardinale Pietro Boetto, S.I.
- Cardinale Giuseppe Siri
- Cardinale Giacomo Lercaro

La successione apostolica è:
- Arcivescovo Agostino Baroni, M.C.C.I. (1953)
- Vescovo Gilberto Baroni (1954)
- Vescovo Marcello Morgante (1957)
- Vescovo Antonio Giuseppe Angioni (1962)
- Vescovo Luigi Bettazzi (1963)